# Алеш Валента
Алеш Валента (Aleš Valenta; нар. 6 лютого 1973; Шумперк, Чехословаччина) — колишній Чеський лижник, який брав участь в акробатичних змаганнях.

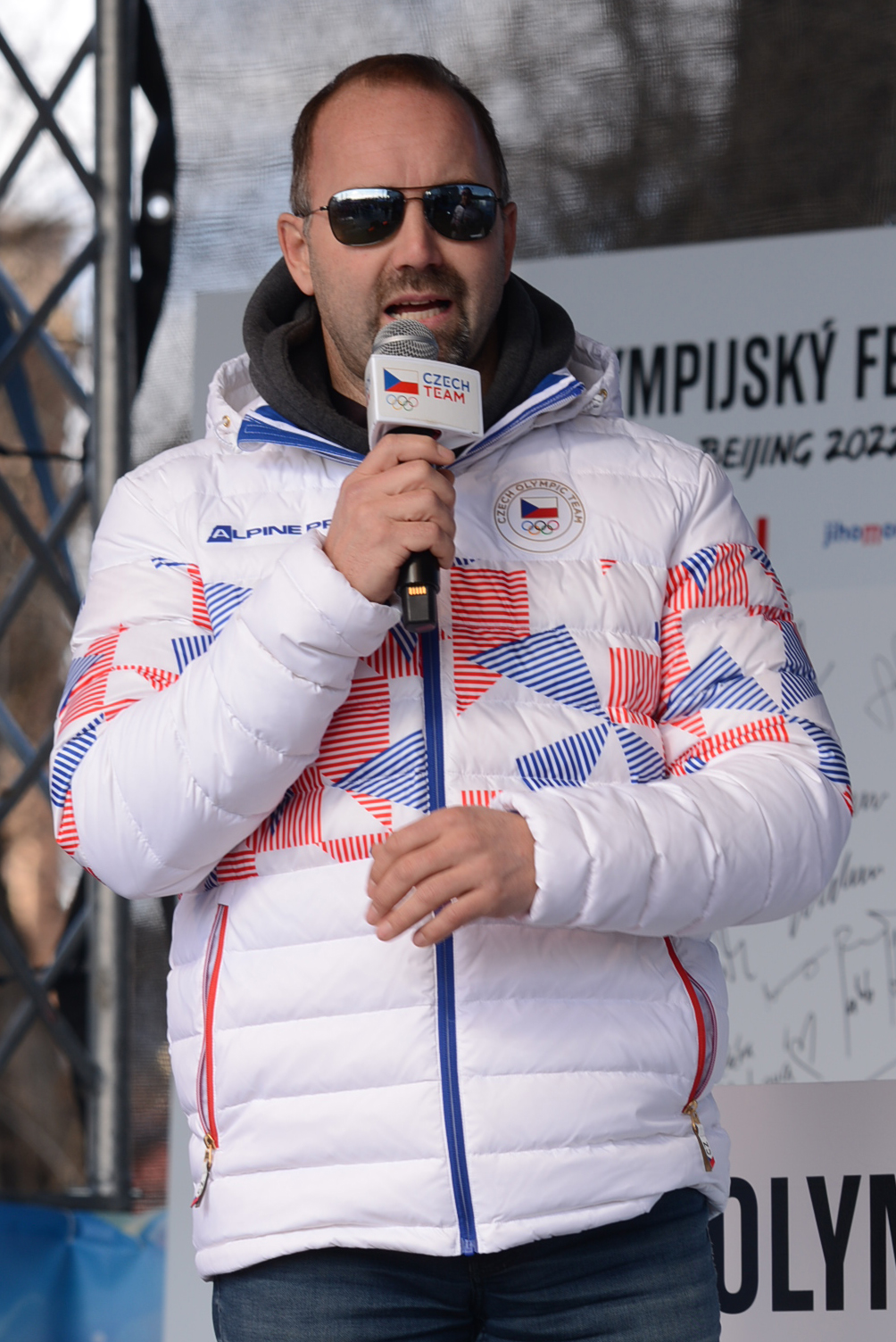
Алеш Валента на Зимових Олімпійських іграх

19 лютого 2002 року він виграв Зимові Олімпійські ігри та золоту медаль у змаганнях з висоти вільного стилю, де йому вдалося виконати перше у світі потрійне сальто назад із п'ятьма поворотами. Він керує лижним центром фрістайлу в місті Штити.
У грудні 2007 року Валента виграв другий сезон StarDance зі своєю професійною партнеркою Івою Лангеровою.